# 拼接圖電子遊戲

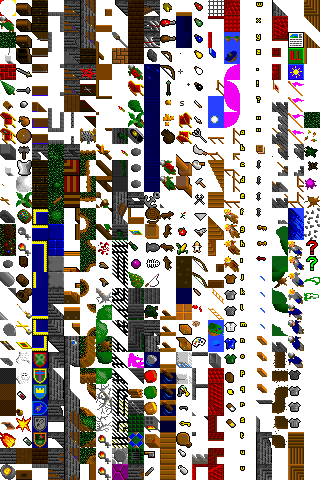
在創世紀6中用的材質

拼接圖電子遊戲是畫面由拼接圖組成的電玩或電子遊戲，它的遊戲畫面包含了小正方形（少數是矩形、平行四邊形或六角形）的格子，像瓦片一般用貼圖貼上。遊戲畫面用拼接圖構成，是在技術上的差異，對玩家而言可能感受並不明顯。全部遊戲畫面的圖塊叫做tileset。拼接圖電子遊戲的畫面像是由上而下的透視圖，側視圖或2.5D圖，並且幾乎都是二维计算机图形。
從1970年代到1990中期，許多電子遊戲硬体都有顯示拼接圖畫面的原生支持，只佔用一些CPU運算。拼接圖（Tileset）和Sprite不同，拼接圖的可重復利用率高，只支持簡單的動畫（比如：水流），對CPU運算的佔用量小；而Sprite則是以多幀圖像集合到一張圖像中，通過計算機程式實現複雜動畫，比如人物的動作等，對CPU運算的佔用量稍大。因此，拼接圖大多被用作角色扮演遊戲中的底層圖層，比如地表、懸崖或建築；Sprite則大多用於角色扮演遊戲中的人物、動物或者其他動態道具。

## 概述
拼接圖並不是一種电子游戏类型，倒不如說是一種游戏引擎呈現栩栩如生畫面的技術。例如创世纪III：出埃及记是一種電子角色扮演遊戲而文明是一種回合制策略游戏，但是兩者都採用拼接圖圖像引擎。拼接圖引擎允許開發者快速建立大且複雜的遊戲世界，只使用較少的数字资产。拚接圖的方法允許開發者產生可重複利用的圖塊，取代各自為每樣東西上圖。
1. ↑  . manual.gamemaker.io.   [2024-07-18]. （原始内容存档于2024-07-27）.